# Jukdo

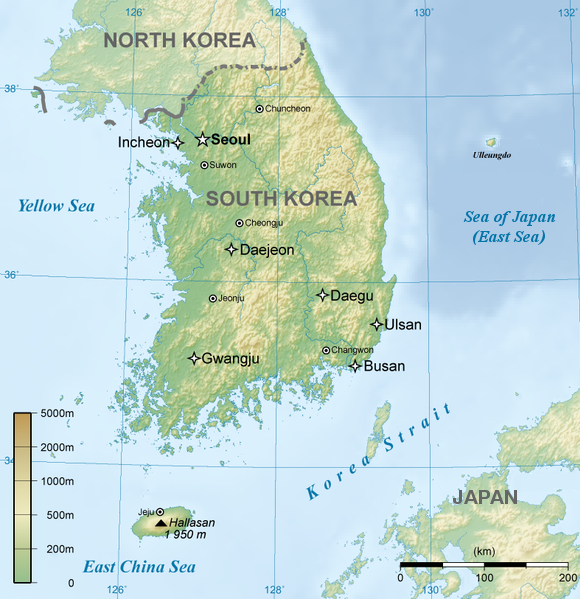
Península da Coreia e Ulleungdo

Jukdo (죽도/竹島) é uma pequena ilha adjacente a Ulleungdo, na Coreia do Sul. A ilha era anteriormente conhecida como Jukseodo (죽서도/竹嶼島). Ela é localizada a 2 km de Ulleungdo, e é a segunda maior ilha no grupo, atrás apenas de Ulleungdo em si.

## Características
Administrativamente, Jukdo pertence a Jeodong-ri, no distrito Ulleung, condado de Ulleung, Gyeongsangbuk-do. Jukdo tem 734 m de comprimento e 482 m de largura.
Em caracteres chineses o nome da ilha se lia Jukseodo (竹嶼島). Os caracteres chineses para Jukdo (竹島) ou Jukseo (竹嶼) significam "ilha (島) e bambu (竹)". Bambu cresce nessa ilha.

## Localização e fotos aéreas

Ulleungdo/Jukdo
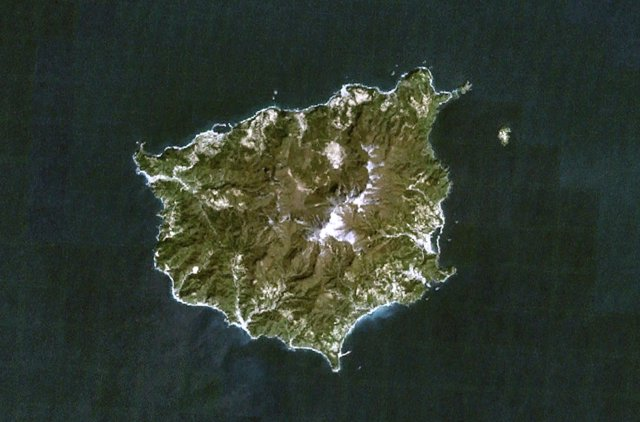
Foto por satélite de Ulleungdo. Ao nordeste, a pequena ilha de Jukdo.
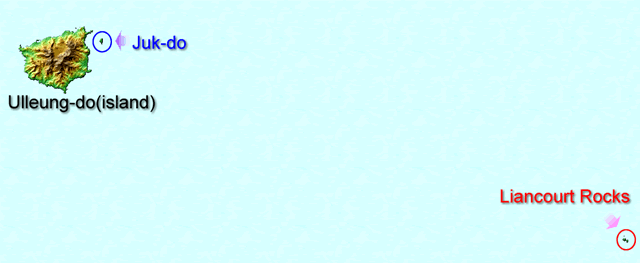
Localizção de Uleungdo, Jukdo e Liancourt Rocks.